# Carlos Lapetra
Carlos Lapetra Coarasa (29 de novembro de 1938 - 24 de dezembro de 1995) foi um futebolista espanhol que atuava como atacante.
Ele passou dez de seus 11 anos como profissional no Zaragoza, aparecendo em 279 jogos oficiais (62 gols) e conquistando três grandes títulos com o clube.
Lapetra representou a Seleção Espanhola na Eurocopa de 1964 e na Copa do Mundo de 1966, vencendo o torneio anterior.

## Carreira
Lapetra nasceu em Zaragoza mas seus pais se mudaram para a cidade de Huesca devido à Guerra Civil Espanhola. Depois de um ano nas ligas inferiores com Guadalajara, ele assinou com o Real Zaragoza em 1959, permanecendo até sua aposentadoria.
Durante seu período de uma década no La Romareda, Lapetra fazia parte de um ataque que também contava com Canário, Marcelino, Eleuterio Santos e Juan Manuel Villa e que foi apelidado de Los Magníficos (O Magnífico). Ele ajudou o clube a chegar a quatro finais da Copa del Rey na década de 1960, vencendo duas vezes e marcando em ambos os jogos, contra o Atlético de Madrid em 1964 e contra o Athletic Bilbao em 1966.
Lapetra retirou-se do futebol com apenas 30 anos, devido a problemas recorrentes com lesões e porque o Zaragoza não renovou o contrato. Ele se estabeleceu em Huesca posteriormente, trabalhando no Huesca.
Ele morreu em 24 de dezembro de 1995, aos 57 anos, devido a um câncer.

## Carreira Internacional
Lapetra jogou 13 jogos pela Seleção Espanhola durante três anos. Ele fez parte dos times que jogaram na Eurocopa de 1964 (começando na vitória por 2 a 1 contra a União Soviética no lugar do legendário Francisco Gento) e na Copa do Mundo de 1966.

## Títulos
- Copa del Rey: 1963–64, 1965–66
- Taça das Cidades com Feiras: 1963–64
- Eurocopa: 1964